# Блудова, Инна Николаевна
Инна Николаевна Блудова (урожд. Машкова) (род. 20 сентября 1970 года) — российская самбистка, Заслуженный мастер спорта России (30.10.1993).

## Карьера
Воспитанница омской СДЮСШОР-17. Тренировалась у ЗТр России С. А. Манакова
В 1989 году выиграла Кубок России, чем обеспечила путёвку на первый чемпионат мира с участием женщин в США. Здесь стала победительницей в весовой категории до 52 кг. Кроме золотой медали чемпионки мира, ей было присвоено звание и медаль «Мисс самбо-89» за красоту и изящество.
В 1992 на чемпионате мира в Англии снова завоевала золотую медаль. В 1995 году на чемпионате во Франции также подтвердила звание чемпионки мира заняв 1 место в весе 56 кг.
На чемпионате мира 1996г. в Испании стала серебряным призером.

## Образование
Окончила Сибирский государственный университет физической культуры и спорта. В октябре 1993 года Инна Николаевна пришла работать
в Омскую высшую школу милиции МВД России преподавателем кафедры боевой и физической подготовки. В 1998 году экстерном окончила Омский юридический институт МВД России. Старший преподаватель кафедры физической подготовки, подполковник полиции.